# Festival mondial de rock 'n' roll 1961
Festival mondial de rock 'n' roll est un double CD qui propose l'intégrale du récital donné au Palais des sports de Paris, le 24 février 1961. La manifestation nommée Festival mondial de Rock'n'Roll, réunit dans un même programme : Little Tony, Emile Ford & The Checkmates, les Chaussettes noires, Frankie Jordan, Bobby Rydell , et Johnny Hallyday. Restée inédite, sous cette forme, à l'époque, cette captation sort en 2012.
Seule la prestation de Johnny Hallyday est en 1961 sortie en disque : Johnny et ses fans au festival de Rock'n'Roll.

## Titres
- Disque 1

| 1.  | Tallahassee Lassie (Little Tony)                                                                 | Frank Slay                              | Bob Crewe, Mimi Picariello     | 1'51 |
| 2.  | Blue Suede Shoes (Emile Ford & The Checkmates)                                                   | Carl Perkins                            | Carl Perkins                   | 2'23 |
| 3.  | Counting Teardrops (Emile Ford & The Checkmates)                                                 | Barry Mann                              | Howard Greenfield              | 1'57 |
| 4.  | It's Now or Never (Emile Ford & The Checkmates)                                                  | Aaron Schroeder                         | Wally Gold                     | 3'51 |
| 5.  | Buena Sera (Emile Ford & The Checkmates)                                                         | Carl Sigman                             | Peter De Rose                  | 3'04 |
| 6.  | Eddie sois bon (Johnny B. Goode - Les Chaussettes noires)                                        | Claude Moine (adaptation)               | Chuck Berry                    | 1'58 |
| 7.  | Be Bop a Lula (adaptation française de Be Bop a Lula de Gene Vincent par Les Chaussettes noires) | Claude Moine, Gisèle Vesta (adaptation) | Sheriff T. Davis, Gene Vincent | 1'58 |
| 8.  | Wondrous Place (Frankie Jordan)                                                                  | Bill Giant                              | Jeff Lewis                     | 2'22 |
| 9.  | Odile (Frankie Jordan)                                                                           | Frankie Jordan                          | Frankie Jordan                 | 2'31 |
| 10. | Wild One (Bobby Rydell)                                                                          | Kall Man                                | Dave Appel, Bernie Lowe        | 2'10 |
| 11. | Volare (Bobby Rydell)                                                                            | Domenico Modugno                        | Domenico Modugno               | 2'14 |
| 12. | When The Saints Go Marching In (Bobby Rydell)                                                    | (traditionnel)                          | (traditionnel)                 | 4'13 |

- Disque 2

L'ensemble des titres est interprété par Johnny Hallyday
| 1. | Depuis qu'ma môme                          | Jil et Jan                   | Johnny Hallyday             | 3:06 |
| 2. | Oui j'ai                                   | Jil et Jan                   | Johnny Hallyday             | 3:02 |
| 3. | Bien trop timide                           | Jil et Jan                   | Johnny Hallyday             | 3:16 |
| 4. | Souvenirs, souvenirs (Souvenirs)           | Fernand Bonifay (adaptation) | Cy Coben                    | 2:20 |
| 5. | Kili watch (Kili watch)                    | Jil et Jan (adaptation)      | Gus Derse                   | 2:35 |
| 6. | Oui mon cher (I Want That)                 | G. Kelly (adaptation)        | Ben Weisman, Edna Lewis     | 2:34 |
| 7. | Une boum chez John                         | Gisèle Vesta                 | André Borly                 | 2:26 |
| 8. | Tutti frutti                               | Dorothy LaBostrie, J. Lubin  | Richard Penniman            | 2:54 |
| 9. | Knocked out (Laisse les filles en anglais) | ? (adaptation)               | Jil et Jan, Johnny Hallyday | 2:13 |

## Musiciens
Pour Johnny Hallyday :
- Jean-Pierre Martin : guitare
- Masselier : basse
- Teddy Martin : batterie
- Georges Grenu (de) : saxophone